# Královský technický institut
Královský technický institut (švédsky: Kungliga Tekniska högskolan), vystupující často pod zkratkou KTH, je veřejná technická vysoká škola ve švédském hlavním městě Stockholmu. Je největší technickou univerzitou ve Švédsku. Podle žebříčku QS World University Rankings 2024 je 73. nejlepší vysokou školou na světě (22. v Evropě a 10. v Evropské unii) a 44. nejlepší technickou univerzitou na světě (13. v Evropě a 7. v EU). Je rozdělena na pět fakult a disponuje čtyřmi kampusy ve Stockholmu a jeho okolí. Založena byla roku 1827 pod názvem Teknologiska institutet. Kořeny má ve škole nazývané Mekaniska skolan, jež vznikla roku 1798, respektive v ještě starší instituci zvané Laboratorium mechanicum, založené roku 1697 vynálezcem Christopherem Polhemem. Současný název univerzita nese od roku 1877. Heslem univerzity, jež je i v jejím znaku, je Vetenskap och konst, tedy "Věda a umění". K významným absolventům patří vzduchoplavec Salomon August Andrée, vynálezce Ernst Alexanderson, první švédský kosmonaut Christer Fuglesang, kosmolog Max Tegmark a například též herec akčních filmů Dolph Lundgren. Jako vyučující na škole působili nositelé Nobelovy ceny Hannes Alfvén a Kai Siegbahn, laureát Abelovy ceny Lennart Carleson nebo držitel Fieldsovy medaile Stanislav Smirnov.